# نظيمة إبراهيم
نظيمة إبراهيم مغنية وممثلة عراقية.

## حياتها
من الرعيل الأول للسينما العراقية. بدأت الغناء في عام 1941 بترديد أغاني أم كلثوم، وعندما استمعت لها أم كلثوم أعجبها صوتها وشجعتها على الغناء على المسرح، وقد شاركت الفنان محمد الكحلاوى التمثيل والغناء في الفيلم المصري الوحيد الذي اشتركت في تمثيله عام 1948 وهو فيلم «ابن الفلاح» للمخرج عبد الفتاح حسن حيث قامت بدور ابنة عم الكحلاوي  وغنت أغنية «يابوى يابوى حبيت» وأغنية «مش قادره اخبى ياحسين»، وعرض الفيلم في مصر في 19 أبريل 1948، وفي العراق في سينما ريجنت مساء الجمعة 22 أبريل 1949.

## أعمالها في العراق
قدم طاقم سينمائي تركي إلى العراق في عام 1952 بقيادة المخرج «لطفي عقاد» لتصوير فيلمين دفعة واحدة في العراق بمشاركة فنانين عراقيين كان بينهم نظيمة إبراهيم، وهذان الفيلمان هما (أرز وقنبر) و (طاهر وزهرة) واشتركت نظيمة في الفيلمين. عرض «أرز وقنبر» في تركيا في 9 تشرين الأول/أكتوبر 1952 وعرض في العراق في 23 شباط/فبراير 1955 في سينما الرشيد وقد تم دبلجة النسخة العراقية. عرض «طاهر وزهرة» في تركيا في 26 آذار/مارس 1952 وعرض في العراق في 15 آذار/مارس 1956 في سينما الرشيد.

## وصلات خارجية
https://elcinema.com/person/1079927 نظيمة إبراهيم
https://dhliz.com/artist/6hviC2J7f9w/ نظيمة إبراهيم
https://www.shahrayar-stars.com/2020/08/10655/ نظيمة إبراهيم
https://karohat.com/Person/e8f1a6a3-c064-4e4d-8be1-7c90b57f1066 نظيمة إبراهيم